# Price Tag
Singles de Jessie J
Do It Like a Dude
(2010) Nobody's Perfect
(2011)
Singles par B.o.B
Don't Let Me Fall
(2010) I'll Be in the Sky
(2011)
Price Tag est le deuxième single musical de la chanteuse britannique Jessie J extrait de l'album Who You Are. Le single est sorti le 28 janvier 2011.

## Contexte et écriture
Quatre mois après l'écriture du titre Party in the U.S.A. avec Dr Luke et Claude Kelly pour Miley Cyrus, elle coécrit avec Claude Kelly et Dr Luke cette chanson. Elle explique que la chanson a été « inspiré par ma vie à ce moment-là ». Elle trouve que « l'argent est au centre de tout et que tout le monde est si sérieux ».
Price Tag est une chanson populaire au tempo modéré.  Jessie J à travers cette chanson essaye de faire oublier l'argent que nous avons (ou non...), en nous faisant danser.

## Clip vidéo
Le clip vidéo est réalisé par Emil Nava. Il est diffusé la première fois le 30 janvier 2011,. Le clip vidéo commence avec un grand ours en peluche auquel il manque un œil et un bras, avant un fondu en zoom vers Jessie J enfant assise à côté de cet ours. Puis elle se lève et marche autour de lui. Elle grandit alors en Jessie J actuelle. Jessie J est ensuite montrée avec dans les mains Coconut Man qui est Dr Luke et Moonhead qui est Claude Kelly. Le clip vidéo continue en la montrant alternativement assise contre l'ours, ou en plan rapproché, c'est alors qu'elle commence à chanter. Puis elle est mise en scène en fonction des paroles avec une étiquette de prix, ou encore un panneau bidirectionnel. Lorsque le refrain commence, Jessie J est montrée en train de danser sous arbres dont les feuilles sont des billets, puis elle est montrée comme ballerine d'une boîte à musique. Elle apparait ensuite avec la même tenue que dans son précédent clip Do It Like A Dude, habillé d'une veste d'orange. Lorsque la chanson arrive au début du deuxième refrain, elle apparait en pantin, avec des ficelles accrochés à ces articulations. Puis elle apparait avec un tricycle, elle va gauche puis à droite sur le plan en fonction des paroles. Durant le refrain, apparait le chanteur/rappeur américain B.o.B. Il apparait à côté d'une voiture pour enfant qui bouge en fonction du rythme de la chanson. Puis il est entouré par quatre soldats jouet vert. Lors que son couplet se termine, Jessie J est alors montrée enfermée dans une maison à poupée. Dans le refrain final, ils apparaissent enfin à l'image ensemble. La dernière image est un zoom en arrière où Jessie J referme la porte de la maison de poupée. En juin 2014 Le clip vidéo a dépassé 324 millions de vues sur YouTube. 

## Crédits et personnels
| - Jessie J – auteur-compositeur et parolière - Dr. Luke – auteur-compositeur, producteur, drums, keyboards et programmation - Claude Kelly – auteur-compositeur - B.o.B – auteur-compositeur et additional vocals - Butch Coleman – Guitare - Chris "TEK" O'Ryan – engineer et enregistrement | - Emily Wright – engineer et enregistrement - Sam Holland – engineer et enregistrement - Tatiana Gottwald – assistant engineer - Serban Ghenea – mixing - John Hanes – mixing - Tim Roberts – assistant mix engineer - Tom Coyne – mastering |

Credits extrait des notes de l'album Who You Are.

## Classement et certifications
| Classement (2011)                       | Meilleure position |
| --------------------------------------- | ------------------ |
| Australie (ARIA)                        | 2                  |
| Autriche (Ö3 Austria Top 40)            | 11                 |
| Belgique (Flandre Ultratop 50 Singles)  | 1                  |
| Belgique (Wallonie Ultratop 50 Singles) | 1                  |
| Canada (Canadian Hot 100)               | 4                  |
| République tchèque                      | 3                  |
| Danemark (Tracklisten)                  | 14                 |
| Finlande (Suomen virallinen lista)      | 20                 |
| France (SNEP)                           | 1                  |
| Allemagne (Media Control AG)            | 3                  |
| Allemagne Airplay Chart                 | 1                  |
| Hongrie (Rádiós Top 40)                 | 1                  |
| Irlande (IRMA)                          | 1                  |
| Italie (FIMI)                           | 5                  |
| Japon                                   | 3                  |
| Pays-Bas (Nederlandse Top 40)           | 2                  |
| Nouvelle-Zélande (RMNZ)                 | 1                  |
| Norvège (VG-lista)                      | 6                  |
| Pologne (ZPAV)                          | 2                  |
| Roumanie (Romanian Top 100)             | 3                  |
| Écosse (OCC)                            | 1                  |
| Slovaquie (IFPI Rádio)                  | 4                  |
| Espagne (PROMUSICAE)                    | 17                 |
| Suède (Sverigetopplistan)               | 17                 |
| Suisse (Schweizer Hitparade)            | 7                  |
| Royaume-Uni (UK Singles Chart)          | 1                  |
| États-Unis (Billboard Hot 100)          | 23                 |
| États-Unis (Billboard Pop Songs)        | 12                 |
| États-Unis (Hot Dance Club Play)        | 9                  |

| Classement (2011) | Position |
| ----------------- | -------- |
| France SNEP       | 15       |

| Pays             | Organisme | Certification |
| ---------------- | --------- | ------------- |
| Australie        | ARIA      | 5 * Platine   |
| Belgique         | BEA       | Or            |
| Danemark         | IFPI      | Or            |
| Allemagne        | BVMI      | Or            |
| Italie           | FIMI      | Platine       |
| Nouvelle-Zélande | RIANZ     | 2 × Platine   |
| Suisse           | IFPI      | Or            |
| Royaume-Uni      | BPI       | Platine       |
| États-Unis       | RIAA      | Platine       |

## Historique de sortie
| Pays        | Date            | Format                          | Label                            |
| ----------- | --------------- | ------------------------------- | -------------------------------- |
| États-Unis  | 25 janvier 2011 | Téléchargement Digital          | Lava Records, Universal Republic |
| Royaume-Uni | 28 janvier 2011 | Airplay, téléchargement digital | Lava Records, Island Records     |
| Royaume-Uni | 7 mars 2011     | CD single                       | Lava Records, Island Records     |
| Allemagne   | 6 mai 2011      | CD single                       | Lava Records, Universal Republic |